# Handelshögskolan i Umeå
Handelshögskolan vid Umeå universitet (engelska Umeå School of Business, Economics and Statistics, USBE), grundades år 1989. Handelshögskolan är en del av Umeå universitet. 
Umeå universitet har bedrivit undervisning i ekonomi sedan 1964, men år 1989 inrättades Handelshögskolan som en samverkan mellan fem institutioner – ekonomisk historia, företagsekonomi, juridik, nationalekonomi och statistik. Det norrländska näringslivet gjorde i samband med starten omfattande donationer. Skolans första rektor var professor Rolf A Lundin. 
Handelshögskolan är en del av den samhällsvetenskapliga fakulteten vid Umeå universitet, som tillsammans med Handelshögskolans styrelse och fondförvaltande stiftelse har lednings- och finansieringsansvaret för verksamheten. Sedan 2012 utgörs Handelshögskolan av institutionerna för företagsekonomi, nationalekonomi och statistik.
Totalt studerar 2 000 studenter samtidigt vid Handelshögskolans fyra civilekonomprogram, sju mastersprogram samt doktorandprogram. Vid skolan bedrivs även en omfattande forskningsverksamhet inom bland annat entreprenörskap, små/medelstor-företagande, finansiell ekonomi, statistik och nationalekonomi. 2007 blev Handelshögskolan ett av endast sex universitet i Sverige som fick rätten att utexaminera studenter med den nya Civilekonomexamen.
Handelshögskolan finns i Samhällsvetarhuset vid Umeå universitets campusområde i östra Umeå.

## Forskning
Inom Handelshögskolans Forskningsinstitut bedrivs ekonomisk forskning som riktar sig mot näringsliv och samhälle. Forskningen är bland annat fokuserad på ett antal temaområden såsom miljöfrågor och naturresursernas användning, näringslivets dynamik samt finansiell ekonomi. Specifika avdelningar är:
- Entreprenörskap
- Management
- Marknadsföring
- Redovisning och finansiering

Forskning bedrivs också inom ramen för Centrum för miljö- och naturresursekonomi (Cere), ett interdisciplinärt samarbete mellan Umeå universitet och Sveriges lantbruksuniversitet (SLU).

### Forskarutbildning
Omkring 80 personer studerar vid de fem olika forskarprogram som Handelshögskolan i Umeå erbjuder.

## Utbildning

### Kandidatprogram 180 hp
- Statistikerprogrammet

### Civilekonomprogram 240 hp
- Civilekonomprogrammet
- Civilekonomprogrammet med inriktning mot Service Management
- Civilekonomprogrammet med inriktning mot handel och logistik
- Civilekonomprogrammet med internationell inriktning

### Masterprogram 60/90/120 hp
- Master's Programme in Accounting
- Master's Programme in Finance
- Master's Programme in Entrepreneurship and Dynamica Business
- Master's Programme in Management: People, Projects and Processes
- Master's Programme in Marketing Research and Analysis Management
- Master's Programme in Strategic Project Management: I samarbete med Heriot-Watt University, Edinburgh; och Politecnico di Milano (1,5 år)
- Master's Programme in Strategic Entrepreneurship: I samarbete med Hanken och University of southern Danmark (2 år)
- Master's Programme in Economics

### Ledarskapsutbildningar
USBE:s Ledarskapsakademi bedriver ledarskapsutbildning till internationella, nationella och lokala företag. Bakom Ledarskapsakademin står USBE – Handelshögskolan vid Umeå universitet, Umeå och Skellefteå kommun, Västerbottens läns landsting och Norrmejerier. Ledarskapsakademin delfinansieras av Europeiska unionens strukturfonder.

## Internationalisering
| - Norwegian School of Management -BI - Norges Handelshögskola -NHH - Kingston University London - Helsinki School of Economics - Copenhagen Business School | - Katholieke Universiteit Leuven - School of Management, Fudan University, Shanghai - Euromed Marseille, Ecole de Management - ICN School of Management | - Politecnico di Milano - Universität Zürich - Europese Hogeschool, Brussel - Universidade de São Paulo - Svenska Handelshögskolan |

## Kända alumni

### Studenter
- Göran Carstedt, leder nätverket "Society for Organizational Learning"
- Wilhelm Geijer, styrelseordförande för Öhrlings PricewaterhouseCoopers
- Helena Helmersson, vd för Hennes & Mauritz
- Christian Hermelin, vd för Fabege
- Carin Holmquist, professor och chef för Center för Entreprenörskap och Affärsskapande vid Handelshögskolan i Stockholm.
- Lars Lindbergh, lektor vid Handelshögskolan vid Umeå universitet
- Leif Lindmark, professor, före detta rektor vid Handelshögskolan i Stockholm
- Rolf A Lundin, grundare och första rektor för Handelshögskolan vid Umeå universitet
- Agneta Marell, professor, rektor för Högskolan i Jönköping
- Henrik P. Molin, författare
- Malin Moström, fotbollsspelare
- Anders Söderholm, Generaldirektör
- Sara Öhrvall, affärskvinna
- Sven-Olov Daunfeldt, chefsekonom vid Svenskt Näringsliv
- Erik Bergkvist, politiker

### Rektorer
- 1989–1993 Rolf A Lundin
- 1993–1994 Carl Fredriksson
- 1995–1997 Runo Axelsson
- 1997–1999 Anders Baudin
- 2000–2003 Anders Söderholm
- 2004–2007 Agneta Marell
- 2007–2012 Lars Lindbergh
- 2012–2015 Lars Hassel
- 2015–2023 Sofia Lundberg
- 2024– Mats Bergman